# Zona pellucida
La  zona pellucida è una membrana glicoproteica che avvolge l'uovo nei mammiferi. In particolare, si tratta di un involucro primario (prodotto dall'oocita stesso durante l'oogenesi) posto tra la membrana plasmatica della cellula uovo e le cellule follicolari.
Contiene i recettori per gli spermatozoi e contribuisce al blocco della polispermia. Inoltre, serve a proteggere l'embrione durante la segmentazione, induce la liberazione degli enzimi litici presenti nell'acrosoma e garantisce la specie-specificità della fecondazione.

## Fisiologia
Di aspetto trasparente e spesso, viene a formarsi grazie al lavoro dell'ovocito. Rimane sino al momento dell'impianto, permettendo allo spermatozoo prima di aderirvi e poi di penetrarlo con difficoltà, coinvolgendo circa 50.000 ligandi..

## Struttura e glicoproteine
La membrana è composta da 4 glicoproteine, che hanno ruoli molto importanti durante l'ovogenesi, la fecondazione e lo sviluppo pre-impianto.
- ZP1: è una glicoproteina che collega ZP2 e ZP3. Una proteina ZP1 malfunzionante provoca il sequestro della ZP3 nel citoplasma, impedendo così la formazione della zona pellucida attorno all'oocita.[2]
- ZP2: questa proteina è un componente strutturale della zona pellucida e ha un ruolo nel legame secondario e nella penetrazione dello spermatozoo dopo la reazione acrosomiale.[3]
- ZP3: è la proteina che funziona da recettore nella zona pellucida e ha la funzione di legare lo spermatozoo all'inizio della fecondazione[4].
- ZP4.

## Veterinaria
Una particolare forma la (PZP- Porcine zona pellucida) viene estratta dalle ovaie dei maiali.